# 개황
개황(開皇, 581년 2월 ~ 600년)은 수나라(隋) 문제(文帝) 양견(楊堅)의 첫번째 연호이자 수나라 최초의 연호이다. 19년 11개월 동안 사용하였다. 이 시기에 비로소 중국이 삼국 시대 이래 370년 만에 다시 통일되어 안정을 되찾기 시작하였다.

## 개원
- 북주(北周) 대정(大定) 원년 2월 14일[1](581년 3월 4일)에 수나라 건국 후, 연호를 개황(開皇)으로 건원함.[2][3][4][5]

- 개황(開皇) 21년 1월 1일[6](601년 2월 8일)에 연호를 인수(仁壽)로 개원함.[7][3][8][5]

## 연대 대조표
| 개황        | 원년            | 2년        | 3년                  | 4년        | 5년        | 6년             | 7년                 | 8년        | 9년        | 10년       |
| 서기        | 581년           | 582년      | 583년                | 584년      | 585년      | 586년           | 587년               | 588년      | 589년      | 590년      |
| 간지        | 신축(辛丑)      | 임인(壬寅) | 계묘(癸卯)           | 갑진(甲辰) | 을사(乙巳) | 병오(丙午)      | 정미(丁未)          | 무신(戊申) | 기유(己酉) | 경술(庚戌) |
| 남진 (南陳) | 태건(太建) 13년 | 14년       | 15년 지덕(至德) 원년 | 2년        | 3년        | 4년             | 5년 정명(禎明) 원년 | 2년        | 3년        | -          |
| 후량 (後梁) | 천보(天保) 20년 | 21년       | 22년                 | 23년       | 24년       | 광운(廣運) 원년 | 2년                 | -          | -          | -          |
| 개황        | 11년            | 12년       | 13년                 | 14년       | 15년       | 16년            | 17년                | 18년       | 19년       | 20년       |
| 서기        | 591년           | 592년      | 593년                | 594년      | 595년      | 596년           | 597년               | 598년      | 599년      | 600년      |
| 간지        | 신해(辛亥)      | 임자(壬子) | 계축(癸丑)           | 갑인(甲寅) | 을묘(乙卯) | 병진(丙辰)      | 정사(丁巳)          | 무오(戊午) | 기미(己未) | 경신(庚辛) |

## 동시대 연호

### 한국
신라(新羅)
- 홍제(鴻濟) (572년 ~ 584년)
- 건복(建福) (584년 ~ 634년)

### 중국
남진(南陳)
- 태건(太建) (569년 ~ 582년)
- 지덕(至德) (583년 ~ 586년)
- 정명(禎明) (587년 ~ 589년)

후량(後梁)
- 천보(天保) (562년 ~ 585년)
- 광운(廣運) (586년 ~ 587년)

고창국(高昌國)
- 연창(延昌, 561년 ~ 601년)

## 같이 보기
- 중국의 연호 목록